# Helga Larsen
Helga Larsen, född 21 april 1884 i Köpenhamn, död 13 december 1947, var en dansk fackföreningsordförande och socialdemokratisk kommun- och folketingspolitiker. Hon var av stor betydelse för kvinnornas politiska och fackliga status i Danmark, då hon blev en av de första fyra kvinnorna som valdes in i Folketinget efter grundlagsändringen 1915.

## Uppväxt och fackligt engagemang
Helga Petersen växte upp i Köpenhamn tillsammans med sin ensamstående mor, Marie Sofie Petersen, som arbetade på ett bryggeri och var aktiv inom fackföreningsrörelsen. Modern var för övrigt väldigt engagerad i att försöka organisera de kvinnliga medarbetarna på bryggeriet i fackföreningen. Tillvaron för den lilla familjen var fattig och som nioåring bidrog Helga Petersen till försörjningen genom sex timmars arbete på ett maskinstickeri. Efter avslutad folkskola började hon på ett bryggeri och år 1903 blev hon vald till kassör i det då nybildade Kvindelige Bryggeriarbejderforbund for Kbh. og Omegn. Fackföreningsposten kom att kosta henne många anställningar men i gengäld fick hon en stark ställning inom det socialdemokratiska partiet. Vid sitt giftermål med spårvägsfunktionären Christen Larsen år 1907 lämnade hon dock sitt förtroendeuppdrag som kassör i fackföreningen. Däremot kom hon inte att bli borta från det fackliga arbetet under en längre tid, då några av hennes arbetskamrater bad henne att ta över uppdraget som fackföreningens ordförande två år senare. Hon accepterade erbjudandet på trots av att hennes make inte var någon anhängare av det politiska arbete som hon utförde i fackföreningens tjänst. Larsens arbete utvidgades 1909 då hon blev styrelsemedlem i Dansk Bryggeri-, Brænderi- og Mineralvandsarbejderforbund och blev där under en lång tid, fram till och med år 1927 då hela styrelsen efter ett missförtroendevotum var tvungen att dra sig tillbaka. Det hela rörde sig om en låneaffär där styrelsemedlemmarna inte hade fått fullvärdig information från dem som lånat pengarna, bland dem Helga Larsen.

## Politiskt engagemang
Utöver det fackliga arbetet var Larsen även en engagerad medlem av Socialdemokratiet. Hon kom att representera partiet i Köpenhamns Borgerrepræsentation(da), Köpenhamns översta politiska myndighet, under en lång tid, (1913–1944). Åren 1933–1935 var hon tillika inspektris för stadens kommunala barnomsorg och från 1934 även föreståndare för kommunens omsorg för hemlösa. Därefter blev hon utpekad som efterträdare till Thea Tønder som rådman för Magistratets andra avdelning, vilket var den kommunala förvaltningen över stadens sjukhusväsende. Detta förtroendeuppdrag innehade hon 1944–1946. Utöver dessa kommunala uppdrag tog även det rikspolitiska arbetet Larsens tid i anspråk. I och med 1915 års ändring av den danska grundlagen blev kvinnor berättigade till att ställa upp i folketingsvalen och vid valet 1918 blev Larsen, tillsammans tre andra kvinnor, den första kvinnan i Folketinget. De andra kvinnorna kom från Det Konservative Folkeparti (Karen Ankersted och Mathilde Malling Hauschultz) och Det Radikale Venstre (Elna Munch). Larsen var således den första kvinnan som valdes in från ett av partierna på vänsterflanken och det kom att dröja till 1936 innan ytterligare en kvinna från Socialdemokratiet tog plats i Folketinget, nämligen Nina Andersen(da) som var suppleant. Likaledes var Larsen 1920–1929 den enda kvinnan i sitt eget parti som var folketingskandidat.

## Åren i Folketinget
Larsens arbete i Folketinget kretsade kring socialpolitiken och många av hennes ståndpunkter bottnade i hennes egen uppväxt. Exempelvis gick två av hennes hjärtefrågor ut på att skapa bättre villkor för arbetarfamiljer och ensamstående mödrar. I sitt jungfrutal talade hon om utbyggande av barnomsorg. År 1919 lade hon fram ett lagförslag om att Danmark skulle ratificera den konvention som utarbetats av FN:s internationella arbetsorganisation, ILO och som antagits i Washington DC. Bland punkterna fanns bland annat ett förbud mot kvinnors nattarbete, vilket var i linje med Socialdemokratiets dåvarande familjepolitik. Likt partiet ansåg Larsen att manliga förvärvsarbetande skulle avlönas så att de kunde försörja hela familjen, inklusive hustrun som då skulle kunna koncentrera sig på sin uppgift i hemmet. Dessa ståndpunkter var även i linje med hela den europeiska fackföreningsrörelsen, men mötte motstånd hos kvinnoorganisationerna Dansk Kvindesamfund och Kvindeligt Arbejderforbund. De menade att en ratifikation av konventionen samt införandet av särskilda arbetskyddslagar för kvinnor endast skulle försvåra kvinnornas ställning på arbetsmarknaden. Larsen stötte även på motstånd inom sitt eget led då den ena kvinnliga socialdemokratiska medlemmen av den danska Rigsdagens första kammare Landstinget, Henriette Crone, motsatte sig en ratificering av konventionen. Bland Larsens övriga förtroendeposter i Folketinget märks ordförandeskap som innehade under 1920-talet då ett lagförslag om bekämpning av arbetslösheten lades fram. Arbetet i Folketinget pågick fram till 1937 då hon lade ned sitt mandat för att kunna ägna sig åt det politiska arbetet i Köpenhamns kommun. Hon kom dessutom att bli styrelsemedlem i Köpenhamnskretsen för Kvindernes Internationale Liga for Fred og Frihed.